# Eunidia ochreopicta
Eunidia ochreopicta là một loài bọ cánh cứng trong họ Cerambycidae.